# Steffen Stockmann
Steffen Stockmann (* 15. März 1976 in Hammelburg) ist ein ehemaliger deutscher Fußballspieler.

## Karriere
Nach den Stationen FC Fuchsstadt und SC Diebach spielte Steffen Stockmann bis 1999 in der Landesliga für den TSV Großbardorf, ehe er zum Regionalligisten Borussia Fulda wechselte. Nach einer Saison (22 Spiele, ein Tor), die mit dem Abstieg endete, verließ er den Verein wieder und ging zum 1. FC Schweinfurt 05, der ebenfalls in der Regionalliga Süd antrat. 2001 stieg man in die 2. Bundesliga auf. Stockmann hatte mit 31 Spielen in jener Saison seinen Anteil am Aufstieg, auch wenn er 16-mal eingewechselt wurde. Schweinfurt stieg nach einem Jahr wieder in die Regionalliga ab. 2004, als dem Verein die Lizenz für die Regionalliga nicht erteilt wurde, verließ er den Verein.
Er schloss sich seinem ehemaligen Jugendverein SC Diebach an. Ab 2007 war er als Spielertrainer beim TSV Abtswind tätig. Ab Winter 2007/08 wurde er wegen einer schweren Schienbeinverletzung zunächst vertreten. Aufgrund von Komplikationen konnte er allerdings nicht wieder ins Fußballgeschäft zurückkehren.

### Statistik
| Liga          | Spiele (Tore) |
| ------------- | ------------- |
| 2. Bundesliga | 21 0(0)       |
| Regionalliga  | 95 (11)       |
| Wettbewerb    |               |
| DFB-Pokal     | 01 0(0)       |